# Danh sách thành viên BNK48
BNK48 là nhóm nhạc nữ thần tượng Thái Lan và là nhóm nhạc chị em quốc tế thứ ba của AKB48.
Shihainin hiện tại là Popper Pinyada
Trưởng nhóm hiện tại là Hoop
Tính tới tháng 5 năm 2025, BNK48 có 21 thành viên và 25 thực tập sinh.
Sau đây là danh sách các thành viên BNK48.

## Thành viên hiện tại

### Đội BIII
Tính đến tháng 11/2024, Đội BIII có 12 thành viên
Đội trưởng hiện tại của đội BIII là Earn (Tiền nhiệm: Hoop)
Đội phó hiện tại của đội BIII là TBA (Tiền nhiệm: Earn)
| Nghệ danh | Nghệ danh                        | Tên thật                    | Tên thật                      | Ngày sinh(tuổi)   | Quê quán     | Quốc tịch | Thế hệ | Ghi chú           |
| Romanised | Vernacular                       | Romanised                   | Vernacular                    | Ngày sinh(tuổi)   | Quê quán     | Quốc tịch | Thế hệ | Ghi chú           |
| --------- | -------------------------------- | --------------------------- | ----------------------------- | ----------------- | ------------ | --------- | ------ | ----------------- |
| Earn      | tiếng Thái: เอิร์น IPA: [ə:n]      | Wachiraphon Phatthanaphanit | tiếng Thái: วชิราพร พัฒนพานิช    | 3 tháng 12, 1998  | Chaiyaphum   | Thái Lan  | 3      | Đội trưởng        |
| Eve       | tiếng Thái: อีฟ IPA: [iːv]        | Issaree Taweegulpanit       | tiếng Thái: อิสรีย์ ทวีกุลพาณิชย์    | 22 tháng 1, 2003  | Yasothon     | Thái Lan  | 3      |                   |
| Fame      | tiếng Thái: เฟม IPA: [feɪm]      | Nunthapak Kittirattanaviwat | tiếng Thái: นันทภัค กิตติรัตนวิวัฒน์  | 15 tháng 10, 2004 | Băng Cốc     | Thái Lan  | 3      |                   |
| Hoop      | tiếng Thái: ฮูพ IPA: [hup]        | Patalee Prasertteerachai    | tiếng Thái: ปาฏลี ประเสริฐธีระชัย | 18 tháng 9, 2002  | Chonburi     | Thái Lan  | 3      | Trưởng nhóm       |
| Janry     | tiếng Thái: แจนรี่                 | Kalnyarat Panphiphat        | tiếng Thái: กัลยารัตน์ ปั้นพิพัฒน์    | 3 tháng 1, 2008   | Băng Cốc     | Thái Lan  | 4      |                   |
| Marine    | tiếng Thái: มารีน                 | Kotchapon Ponchokchai       | tiếng Thái: กชพร พรโชคชัย      | 29 tháng 4, 2006  | Băng Cốc     | Thái Lan  | 4      | Kiêm nhiệm Đội NV |
| Mean      | tiếng Thái: มีน IPA: [min]        | Nathanya Dulyapol           | tiếng Thái: ณัฐธันยา ดุลยพล      | 8 tháng 7, 2007   | Chiang Mai   | Thái Lan  | 3      |                   |
| Monet     | tiếng Thái: โมเน่ต์ IPA: [moʊˈneɪ] | Parita Rirermkul            | tiếng Thái: ภาริตา ริเริ่มกุล      | 4 tháng 8, 2008   | Băng Cốc     | Thái Lan  | 3      |                   |
| Patt      | tiếng Thái: แพท                  | Pattra Theeravas            | tiếng Thái: ภัทรา ธีระวาส       | 17 tháng 6, 2008  | Băng Cốc     | Thái Lan  | 4      |                   |
| Peak      | tiếng Thái: พีค IPA: [pik]        | Phusita Watthanakronkeaw    | tiếng Thái: ภูษิตา วัฒนากรแก้ว    | 2 tháng 4, 2004   | Samut Prakan | Thái Lan  | 3      |                   |
| Wawa      | tiếng Thái: วาว่า                 | Phimnalrat Lumyai           | tiếng Thái: พิมพ์นเรศ ลำใย      | 11 tháng 8, 2009  | Băng Cốc     | Thái Lan  | 4      |                   |
| Yayee     | tiếng Thái: ยาหยี                 | Natthathida Asanani         | tiếng Thái: ณัฏฐธิดา อาสนานิ     | 9 tháng 10, 2001  | Nong Khai    | Thái Lan  | 3      |                   |

### Đội NV
Tính đến tháng 11/2024, Đội NV có 10 thành viên
Đội trưởng hiện tại của đội NV là Kaofrang (Tiền nhiệm: Popper)
Đội phó hiện tại của đội NV là TBA (Tiền nhiệm: Kaofrang)
| Nghệ danh | Nghệ danh                          | Tên thật                     | Tên thật                                                            | Ngày sinh(tuổi)   | Quê quán         | Quốc tịch           | Thế hệ | Ghi chú             |
| Romanised | Vernacular                         | Romanised                    | Vernacular                                                          | Ngày sinh(tuổi)   | Quê quán         | Quốc tịch           | Thế hệ | Ghi chú             |
| --------- | ---------------------------------- | ---------------------------- | ------------------------------------------------------------------- | ----------------- | ---------------- | ------------------- | ------ | ------------------- |
| Earth     | tiếng Thái: เอิร์ธ IPA: [ɜːθ]        | Napason Siripanee            | tiếng Thái: นภสรณ์ ศิริปาณี                                             | 22 tháng 4, 2002  | Udon Thani       | Thái Lan            | 3      |                     |
| Emmy      | tiếng Thái: เอ็มมี่                   | Ornnitcha Phromsupa          | tiếng Thái: อรณิชชา พรหมสุภา                                          | 13 tháng 9, 2007  | Băng Cốc         | Thái Lan            | 4      |                     |
| Grace     | tiếng Thái: เกรซ IPA: [greɪs]      | Virunpat Thamrongpantavanich | tiếng Thái: วิรัลพัชร ธำรงค์พันธวนิช                                      | 2 tháng 8, 2003   | Băng Cốc         | Thái Lan            | 3      |                     |
| Kaofrang  | tiếng Thái: ข้าวฟ่าง                 | Yanisa Muangkam              | tiếng Thái: ญาณิศา เมืองคำ                                            | 15 tháng 11, 2002 | Băng Cốc         | Thái Lan            | 3      | Đội trưởng          |
| L         | tiếng Thái: แอล                    | Sirikorn Nilkasap            | tiếng Thái: สิริกร นิลกษาปน์                                            | 13 tháng 2, 2003  | Băng Cốc         | Thái Lan            | 4      |                     |
| Marine    | tiếng Thái: แอล                    | Kotchapon Ponchokchai        | tiếng Thái: กชพร พรโชคชัย                                            | 29 tháng 4, 2006  | Băng Cốc         | Thái Lan            | 4      | Kiêm nhiệm Đội BIII |
| Palmmy    | tiếng Thái: แอล                    | Punyisa Kaewsawang           | tiếng Thái: ปุญญิสา แก้วสว่าง                                           | 28 tháng 10, 2003 | Băng Cốc         | Thái Lan            | 4      |                     |
| Pancake   | tiếng Thái: แพนเค้ก IPA: [pænˌkeɪk] | Pitthayaporn Kiatthitinan    | tiếng Thái: พิทยาภรณ์ เกียรติฐิตินันท์                                      | 6 tháng 2, 2007   | Băng Cốc         | Thái Lan            | 3      |                     |
| Popper    | tiếng Thái: ป๊อปเป้อ IPA: [pɑpˌpɜr]  | Pinyada Jungkanjana          | tiếng Thái: พิณญาดา จึงกาญจนา                                         | 13 tháng 9, 1998  | Ubon Ratchathani | Thái Lan            | 3      | Shihainin           |
| Satchan   | tiếng Nhật: さっちゃん             | Sachiya Hanami               | tiếng Nhật: 花見咲知弥                                              | 13 tháng 12, 2003 | Băng Cốc         | Thái Lan · Nhật Bản | 1      |                     |
| Satchan   | tiếng Nhật: さっちゃん             | Sawitchaya Kajonrungsilp     | tiếng Thái: สวิชญา ขจรรุ่งศิลป์ IPA: [sà.wít.t͡ɕʰá.jaː kʰà.t͡ɕɔːn.rûŋ.sǐn] | 13 tháng 12, 2003 | Băng Cốc         | Thái Lan · Nhật Bản | 1      |                     |
| Yoghurt   | tiếng Thái: โยเกิร์ต IPA: [ˈjoʊɡɚt]  | Nopparada Leartviriyaporn    | tiếng Thái: นพรดา เลิศวิริยะพร                                         | 10 tháng 11, 2004 | Băng Cốc         | Thái Lan            | 3      |                     |

### Thực tập sinh
Tính đến tháng 5/2025 Đội Thực tập sinh có 25 thành viên
| Nghệ danh | Nghệ danh          | Tên thật                   | Tên thật                      | Ngày sinh(tuổi)               | Quê quán          | Quốc tịch | Thế hệ |
| Romanised | Vernacular         | Romanised                  | Vernacular                    | Ngày sinh(tuổi)               | Quê quán          | Quốc tịch | Thế hệ |
| --------- | ------------------ | -------------------------- | ----------------------------- | ----------------------------- | ----------------- | --------- | ------ |
| Arlee     | tiếng Thái: อาหลี   | Chanakarn Osatanuphap      | tiếng Thái: ชนากานต์ โอสถานุภาพ | 26 tháng 3, 2004              | Nakhon Ratchasima | Thái Lan  | 5      |
| Berry     | tiếng Thái: เบอร์รี่  | Jirapinya Chantawannakul   | tiếng Thái: จิรภิญญา จันทวรรณกูร  | 23 tháng 7, 2005              | Phitsanulok       | Thái Lan  | 4      |
| Galeya    | tiếng Thái: เกลญ่า  | Napapak Chokkunanuntakul   | tiếng Thái: นภภัค โชคคุณานันทกุล  | 24 tháng 12, 2008             | Băng Cốc          | Thái Lan  | 5      |
| Jew       | tiếng Thái: จิว     | Nuttayar Bavollatanasil    | tiếng Thái: ณัฐญาฐ์ บวรรัตนศิลป์   | 28 tháng 11, 2003             | Samut Prakan      | Thái Lan  | 5      |
| Khaimook  | tiếng Thái: ไข่มุก   | Nanthnapas Somwat          | tiếng Thái: นันท์นภัส สมวัฒน์      | 5 tháng 2, 2004               | Băng Cốc          | Thái Lan  | 5      |
| Mayji     | tiếng Thái: เมย์จิ   | Supitsara Jirivipakorn     | tiếng Thái: ศุภิสรา จิริวิภากร     | 5 tháng 5, 2005               | Băng Cốc          | Thái Lan  | 5      |
| Micha     | tiếng Thái: อาหลี   | Naththarinee Kusolphat     | tiếng Thái: อาหลี              | 12 tháng 6 năm 2007 (16 tuổi) | Băng Cốc          | Thái Lan  | 4      |
| Nall      | tiếng Thái: แนล    | Nalliya Wipakkit           | tiếng Thái: แนลริยา วิภาคกิจ     | 25 tháng 8, 2001              | Chiang Mai        | Thái Lan  | 5      |
| Nammonn   | tiếng Thái: นํ้ามนต์  | Nattamon Songtis           | tiếng Thái: ณัฐมนต์ สองทิศ       | 10 tháng 8, 2003              | Băng Cốc          | Thái Lan  | 5      |
| Neen      | tiếng Thái: นีน     | Neira Bunnag               | tiếng Thái: นีร บุนนาค          | 14 tháng 4, 2002              | Băng Cốc          | Thái Lan  | 5      |
| Nene      | tiếng Thái: เนเน่   | Thanida Akarawuthi         | tiếng Thái: ธนิดา อัครวุฒิ        | 14 tháng 3, 2001              | Băng Cốc          | Thái Lan  | 4      |
| Niya      | tiếng Thái: นีย่า    | Suvibha Laithomya          | tiếng Thái: สุวิภาส์ ลายถมยา     | 14 tháng 2, 2009              | Băng Cốc          | Thái Lan  | 5      |
| Proud     | tiếng Thái: ภราว   | Pharawee Chirathadasakun   | tiếng Thái: ภารวี จิรธาดาสกุล    | 14 tháng 11, 2002             | Pathum Thani      | Thái Lan  | 5      |
| Sindy     | tiếng Thái: ซินดี้    | Kitchaya Udomboondee       | tiếng Thái: กฤตชญา อุดมบุญดี     | 3 tháng 4, 2009               | Băng Cốc          | Thái Lan  | 4      |
| Saonoi    | tiếng Thái: สาวน้อย | Pichsinee Itthiratanakomol | tiếng Thái: พิชญ์สินี อิทธิรัตนะโกมล | 9 tháng 11, 2005              | Băng Cốc          | Thái Lan  | 5      |

## Cựu thành viên
| Nghệ danh                               | Nghệ danh                                 | Tên thật                     | Tên thật                                                                        | Ngày sinh(tuổi)              | Quê quán            | Quốc tịch                        | Thế hệ      | Ngày tốt nghiệp                                                        |
| Romanised                               | Vernacular                                | Romanised                    | Vernacular                                                                      | Ngày sinh(tuổi)              | Quê quán            | Quốc tịch                        | Thế hệ      | Ngày tốt nghiệp                                                        |
| --------------------------------------- | ----------------------------------------- | ---------------------------- | ------------------------------------------------------------------------------- | ---------------------------- | ------------------- | -------------------------------- | ----------- | ---------------------------------------------------------------------- |
| Kidcat                                  | tiếng Thái: คิตแคต IPA: [kʰít.kʰɛ́t]        | Watsamon Phongwanit          | tiếng Thái: วรรษมณฑ์ พงษ์วานิช IPA: [wát.sà.mon pʰoŋ.waː.nít]                      | 1 tháng 11, 2001             | Băng Cốc            | Thái Lan                         | 1           | 23/9/2017                                                              |
| Cincin                                  | tiếng Thái: ซินซิน IPA: [sin.sin]           | Irada Tavachphongsri         | tiếng Thái: ไอรดา ธวัชผ่องศรี IPA: [ʔaj.rá.daː tʰá.wát.pʰɔ̀ŋ.sǐː]                   | 7 tháng 11, 2000             | Băng Cốc            | Thái Lan                         | 1           | 18/11/2017                                                             |
| Jan                                     | tiếng Thái: แจน IPA: [t͡ɕɛːn]              | Jetsupa Kruetang             | tiếng Thái: เจตสุภา เครือแตง IPA: [t͡ɕèːt.sù.pʰaː kʰrɯa.tɛːŋ]                      | 8 tháng 4, 1994              | Sing Buri           | Thái Lan                         | 1           | 28/2/2018                                                              |
| Namhom                                  | tiếng Thái: น้ำหอม IPA: [náːm.hɔ̌ːm]        | Christin Larsen              | tiếng Thái: คริสติน ลาร์เซ่น                                                        | 17 tháng 6, 2002             | Sisaket             | Thái Lan · Đan Mạch              | 1           | 12/2/2018                                                              |
| Can                                     | tiếng Thái: แคน IPA: [kʰɛːn]              | Nayika Srinian               | tiếng Thái: นายิกา ศรีเนียน IPA: [naː.jí.kaː sǐː.nian]                             | 10 tháng 11, 1997            | Băng Cốc            | Thái Lan · Việt Nam              | 1           | 26/8/2018                                                              |
| Maysa                                   | tiếng Thái: เมษา IPA: [meː.sǎː]           | Mesa Chinavicharana          | tiếng Thái: เมษา จีนะวิจารณะ IPA: [meː.sǎː t͡ɕiː.ná.wí.t͡ɕaː.rá.náʔ]                | 8 tháng 4, 1999              | Băng Cốc            | Thái Lan                         | 1           | 21/10/2018                                                             |
| Deenee                                  | tiếng Thái: ดีนี่ IPA: [diː.nîː]             | Pimnipa Tungsakul            | tiếng Thái: พิมพ์นิภา ตั้งสกุล IPA: [pʰim.ní.pʰaː tâŋ.sà.kun]                         | 28 tháng 11, 2001            | Băng Cốc            | Thái Lan                         | 2           | 11/8/2019                                                              |
| Aom                                     | tiếng Thái: ออม IPA: [ʔɔːm]               | Punyawee Jungcharoen         | tiếng Thái: ปุณยวีร์ จึงเจริญ IPA: [pun.já.wiː t͡ɕɯŋ.t͡ɕà.rɤːn]                        | 20 tháng 9, 1995             | Chiang Mai          | Thái Lan                         | 2           | 27/8/2019 (Chuyển qua CGM48)                                           |
| Izurina                                 | tiếng Nhật: いずりな                      | Rina Izuta                   | tiếng Nhật: 伊豆田 莉奈                                                         | 26 tháng 11, 1995            | Saitama, Nhật Bản   | Nhật Bản                         | Team Kaigai | 27/8/2019 (Chuyển qua CGM48)                                           |
| Cake                                    | tiếng Thái: เค้ก IPA: [kʰéːk]              | Nawaporn Chansuk             | tiếng Thái: นวพร จันทร์สุข IPA: [ná.wá.pɔːn t͡ɕan.sùk]                              | 18 tháng 11, 1996            | Băng Cốc            | Thái Lan · Việt Nam              | 2           | 27/9/2019                                                              |
| Maira                                   | tiếng Thái: มัยร่า IPA: [maj.râː]           | Maira Kuyama                 | tiếng Thái: มะอิระ คูยามา IPA: [má.ʔì.ráʔ kʰuː.jaː.maː]                           | 24 tháng 2, 1997             | Băng Cốc            | Thái Lan · Nhật Bản              | 2           | 7/12/2019                                                              |
| Natherine                               | tiếng Thái: แนทเธอรีน IPA: [nɛ́t.tʰɤː.riːn] | Dusita Kitisarakulchai       | tiếng Thái: ดุสิตา กิติสาระกุลชัย IPA: [dù.sì.taː kì.tì.sǎː.rá.kun.t͡ɕʰaj]             | 11 tháng 11, 1999            | Băng Cốc            | Thái Lan                         | 2           | 16/2/2020                                                              |
| Oom                                     | tiếng Thái: อุ้ม IPA: [ʔûm]                 | Natcha Krisdhasima           | tiếng Thái: ณัชชา กฤษฎาสิมะ IPA: [nát.t͡ɕʰaː krìt.sà.daː.sì.máʔ]                   | 29 tháng 9, 2002             | Băng Cốc            | Thái Lan                         | 2           | 16/2/2020                                                              |
| Nink                                    | tiếng Thái: นิ้ง IPA: [níŋ]                 | Mananya Kaoju                | tiếng Thái: มนัญญา เกาะจู IPA: [má.nan.jaː kɔ̀.t͡ɕuː]                               | 3 tháng 2, 2000              | Samut Sakhon        | Thái Lan                         | 1           | 16/2/2020                                                              |
| Juné                                    | tiếng Thái: จูเน่ IPA: [t͡ɕuː.nêː]           | Plearnpichaya Komalarajun    | tiếng Thái: เพลินพิชญา โกมลารชุน IPA: [pʰlɤːn.pʰít.t͡ɕʰá.jaː koː.má.laː.rá.t͡ɕʰun]   | 4 tháng 7, 2000              | Băng Cốc            | Thái Lan                         | 2           | 2/6/2020                                                               |
| Kheng                                   | tiếng Thái: เข่ง IPA: [kʰèŋ]               | Juthamas Khonta              | tiếng Thái: จุฑามาศ คลทา IPA: [t͡ɕù.tʰaː.mâːt kʰon.tʰaː]                          | 26 tháng 3, 2000             | Samut Prakan        | Thái Lan                         | 2           | 4/12/2020                                                              |
| Fifa                                    | tiếng Thái: ฟีฟ่า IPA: [fiː.fâː]            | Paweethida Sakunpiphat       | tiếng Thái: ปวีณ์ธิดา สกุลพิพัฒน์ IPA: [pà.wiːn.tʰí.daː sà.kun.pʰí.pʰát]               | 6 tháng 11, 2001             | Băng Cốc            | Thái Lan                         | 2           | 23/12/2020                                                             |
| Faii                                    | tiếng Thái: ฝ้าย IPA: [fâːj]               | Sumitra Duangkaew            | tiếng Thái: สุมิตรา ดวงแก้ว IPA: [sù.mít.traː duaŋ.kɛ̂ːw]                           | 28 tháng 6, 1996             | Lamphun             | Thái Lan                         | 2           | 18/3/2021                                                              |
| Jeje                                    | tiếng Thái: จีจี้ IPA: [t͡ɕiː.t͡ɕîː]           | Natkritta Sangdamhru         | tiếng Thái: ณัฐกฤตา สังดำหรุ                                                       | 11 tháng 9, 2005             | Băng Cốc            | Thái Lan                         | 3           | 18/3/2021                                                              |
| Mewnich                                 | tiếng Thái: มิวนิค IPA: [miw.nìk]           | Nannaphas Loetnamchoetsakun  | tiếng Thái: นันท์นภัส เลิศนามเชิดสกุล IPA: [nan.ná.pʰát lɤ̂ːt.naːm.t͡ɕʰɤ̂ːt.sà.kun]      | 11 tháng 3, 2002             | Samut Prakan        | Thái Lan                         | 2           | 30/9/2021                                                              |
| Bamboo                                  | tiếng Thái: แบมบู IPA: [bɛm.buː]           | Janista Tansiri              | tiếng Thái: จณิสตา ตันศิริ IPA: [t͡ɕà.nít.taː tan.sì.rìʔ]                            | 3 tháng 9, 2002              | Samut Prakan        | Thái Lan                         | 2           | 29/5/2022                                                              |
| View                                    | tiếng Thái: วิว IPA: [wiw]                 | Kamonthida Rotthawinithi     | tiếng Thái: กมนธิดา โรจน์ทวีนิธิ IPA: [kà.mon.tʰí.daː rôːt.tʰá.wiː.ní.tʰíʔ]          | 28 tháng 5, 2004             | Nonthaburi          | Thái Lan                         | 2           | 31/5/2022                                                              |
| Jane                                    | tiếng Thái: เจน IPA: [t͡ɕeːn]              | Kunjiranut Intarasin         | tiếng Thái: กุลจิราณัฐ อินทรศิลป์ IPA: [kun.t͡ɕì.raː.nát ʔin.tʰá.rá.sǐn]               | 23 tháng 3, 2000             | Pathum Thani        |                                  | 1           | 21/12/2022(Toàn bộ Thế hệ 1 tốt nghiệp, trừ Cherprang, Miori, Satchan) |
| Jennis (Former Co-captain of Team BIII) | tiếng Thái: เจนนิษฐ์ IPA: [t͡ɕen.nít]        | Jennis Oprasert              | tiếng Thái: เจนนิษฐ์ โอ่ประเสริฐ IPA: [t͡ɕen.nít ʔòː.prà.sɤ̀ːt]                       | 4 tháng 7, 2000 (23 tuổi)    | Phetchaburi         | Thái Lan Lào Trung Quốc          | 1           | 21/12/2022(Toàn bộ Thế hệ 1 tốt nghiệp, trừ Cherprang, Miori, Satchan) |
| Jib                                     | tiếng Thái: จิ๊บ IPA: [t͡ɕíp]                | Suchaya Saenkhot             | tiếng Thái: สุชญา แสนโคต IPA: [sù.t͡ɕʰá.jaː sɛ̌ːn.kʰôːt]                           | 4 tháng 7, 2002              | Lop Buri            | Thái Lan                         | 1           | 21/12/2022(Toàn bộ Thế hệ 1 tốt nghiệp, trừ Cherprang, Miori, Satchan) |
| Kaew                                    | tiếng Thái: แก้ว IPA: [kɛ̂ːw]               | Natruja Chutiwansopon        | tiếng Thái: ณัฐรุจา ชุติวรรณโสภณ IPA: [nát.rú.t͡ɕa: t͡ɕʰú.tì.wan.sǒː.pʰon]            | 31 tháng 3, 1994             | Chon Buri           | Thái Lan                         | 1           | 21/12/2022(Toàn bộ Thế hệ 1 tốt nghiệp, trừ Cherprang, Miori, Satchan) |
| Kate                                    | tiếng Thái: เคท IPA: [kʰéːt]              | Korapat Nilprapa             | tiếng Thái: กรภัทร์ นิลประภา IPA: [kɔː.rá.pʰát nin.prà.pʰaː]                       | 9 tháng 6, 2001              | Phayao              | Thái Lan                         | 1           | 21/12/2022(Toàn bộ Thế hệ 1 tốt nghiệp, trừ Cherprang, Miori, Satchan) |
| Korn                                    | tiếng Thái: ก่อน IPA: [kɔ̀ːn]               | Vathusiri Phuwapunyasiri     | tiếng Thái: วฑูศิริ ภูวปัญญาสิริ IPA: [wá.tʰuː.sì.rìʔ pʰuː.wá.pan.jaː.sì.rìʔ]          | 21 tháng 1, 1999             | Băng Cốc            | Thái Lan                         | 1           | 21/12/2022(Toàn bộ Thế hệ 1 tốt nghiệp, trừ Cherprang, Miori, Satchan) |
| Noey                                    | tiếng Thái: เนย IPA: [nɤːj]               | Kanteera Wadcharathadsanakul | tiếng Thái: กานต์ธีรา วัชรทัศนกุล IPA: [kaːn.tʰiː.raː wát.t͡ɕʰá.rá.tʰát.sà.ná.kun]    | 9 tháng 4, 1997              | Samut Prakan        | Thái Lan                         | 1           | 21/12/2022(Toàn bộ Thế hệ 1 tốt nghiệp, trừ Cherprang, Miori, Satchan) |
| Mind                                    | tiếng Thái: มายด์ IPA: [maːj]              | Panisa Srilaloeng            | tiếng Thái: ปณิศา ศรีละเลิง IPA: [pà.ní.sǎː sǐː.lá.lɤːŋ]                           | 6 tháng 9, 2001              | Nakhon Ratchasima   | Thái Lan                         | 1           | 21/12/2022(Toàn bộ Thế hệ 1 tốt nghiệp, trừ Cherprang, Miori, Satchan) |
| Piam                                    | tiếng Thái: เปี่ยม IPA: [pìam]              | Rinrada Inthaisong           | tiếng Thái: รินรดา อินทร์ไธสง IPA: [rin.rá.daː ʔin.tʰaj.sǒŋ]                       | 4 tháng 6, 2003              | Saraburi            | Thái Lan                         | 1           | 21/12/2022(Toàn bộ Thế hệ 1 tốt nghiệp, trừ Cherprang, Miori, Satchan) |
| Pun (Former Captain of Team BIII)       | tiếng Thái: ปัญ IPA: [pan]                 | Punsikorn Tiyakorn           | tiếng Thái: ปัญสิกรณ์ ติยะกร IPA: [pan.sì.kɔːn tì.já.kɔːn]                          | 9 tháng 11, 2000             | Băng Cốc            | Thái Lan Trung Quốc Singapore    | 1           | 21/12/2022(Toàn bộ Thế hệ 1 tốt nghiệp, trừ Cherprang, Miori, Satchan) |
| Jaa                                     | tiếng Thái: จ๋า IPA: [t͡ɕǎː]                | Napaphat Worraphuttanon      | tiếng Thái: ณปภัช วรพฤทธานนท์ IPA: [ná.pà.pʰát wɔː.rá.pʰrɯ́t.tʰaː.non]             | 20 tháng 1, 2003             |                     | Thái Lan                         | 1           | 21/12/2022(Toàn bộ Thế hệ 1 tốt nghiệp, trừ Cherprang, Miori, Satchan) |
| Kaimook                                 | tiếng Thái: ไข่มุก IPA: [kʰàj.múk]          | Warattaya Deesomlert         | tiếng Thái: วรัทยา ดีสมเลิศ IPA: [wá.rát.tʰá.jaː diː.sǒm.lɤ̂ːt]                     | 27 tháng 8, 1997             |                     | Thái Lan Trung Quốc              | 1           | 21/12/2022(Toàn bộ Thế hệ 1 tốt nghiệp, trừ Cherprang, Miori, Satchan) |
| Mobile                                  | tiếng Thái: โมบายล์ IPA: [moː.baːj]        | Pimrapat Phadungwatanachok   | tiếng Thái: พิมรภัส ผดุงวัฒนะโชค IPA: [pʰim.rá.pʰát pʰà.duŋ.wát.tʰá.ná.t͡ɕʰôːk]      | 9 tháng 7, 2002              |                     | Thái Lan                         | 1           | 21/12/2022(Toàn bộ Thế hệ 1 tốt nghiệp, trừ Cherprang, Miori, Satchan) |
| Music                                   | tiếng Thái: มิวสิค IPA: [miw.sìk]           | Praewa Suthamphong           | tiếng Thái: แพรวา สุธรรมพงษ์ IPA: [pʰrɛː.waː sù.tʰam.pʰoŋ]                        | 24 tháng 2, 2001             |                     | Thái Lan Trung Quốc              | 1           | 21/12/2022(Toàn bộ Thế hệ 1 tốt nghiệp, trừ Cherprang, Miori, Satchan) |
| Namneung                                | tiếng Thái: น้ำหนึ่ง IPA: [náːm.nɯ̀ŋ]         | Milin Dokthian               | tiếng Thái: มิลิน ดอกเทียน IPA: [mí.lin dɔ̀ːk.tʰian]                                | 11 tháng 11, 1996            | Sing Buri           | Thái Lan                         | 1           | 21/12/2022(Toàn bộ Thế hệ 1 tốt nghiệp, trừ Cherprang, Miori, Satchan) |
| Namsai                                  | tiếng Thái: น้ำใส IPA: [náːm.sǎi]          | Pichayapa Natha              | tiếng Thái: พิชญาภา นาถา IPA: [pʰít.t͡ɕʰhá.jaː.pʰaː naː.tʰǎː]                     | 26 tháng 10, 1999            |                     | Thái Lan                         | 1           | 21/12/2022(Toàn bộ Thế hệ 1 tốt nghiệp, trừ Cherprang, Miori, Satchan) |
| Orn                                     | tiếng Thái: อร IPA: [ʔɔːn]                | Patchanan Jiajirachote       | tiếng Thái: พัศชนันท์ เจียจิรโชติ IPA: [pʰát.t͡ɕʰá.nan t͡ɕia.t͡ɕì.rá.t͡ɕʰôːt]             | 3 tháng 2, 1997              | Băng Cốc            | Thái Lan                         | 1           | 21/12/2022(Toàn bộ Thế hệ 1 tốt nghiệp, trừ Cherprang, Miori, Satchan) |
| Pupe (Former Co-captain of Team NV)     | tiếng Thái: ปูเป้ IPA: [puː.pêː]            | Jiradapa Intajak             | tiếng Thái: จิรดาภา อินทจักร IPA: [t͡ɕì.rá.daː.pʰaː ʔin.tʰá.t͡ɕàk]                   | 18 tháng 1, 1998             | Chiang Rai          | Thái Lan Indonesia               | 1           | 21/12/2022(Toàn bộ Thế hệ 1 tốt nghiệp, trừ Cherprang, Miori, Satchan) |
| Tarwaan (Former Captain of Team NV)     | tiếng Thái: ตาหวาน IPA: [taː.wǎːn]        | Isarapa Thawatpakdee         | tiếng Thái: อิสราภา ธวัชภักดี IPA: [ʔìt.sà.raː.pʰaː tʰá.wát.pʰák.diː]               | 18 tháng 12, 1996            | Nakhon Pathom       | Thái Lan                         | 1           | 21/12/2022(Toàn bộ Thế hệ 1 tốt nghiệp, trừ Cherprang, Miori, Satchan) |
| Pim                                     | tiếng Thái: พิม IPA: [pim]                 | Nicharee Wachiralapphaithoon | tiếng Thái: ณิชารีย์ วชิรลาภไพฑูรย์                                                   | 26 tháng 2, 2006             | Băng Cốc            | Thái Lan                         | 3           | 15/1/2023                                                              |
| Pampam                                  | tiếng Thái: แพมแพม IPA: [pæmˌpæm]         | Sarisa Worasunthorn          | tiếng Thái: สาริศา วรสุนทร                                                        | 3 tháng 7, 2003              | Nakhon Ratchasima   | Thái Lan                         | 3           | 29/3/2023                                                              |
| Cherprang (Former - Captain/Shihainin)  | tiếng Thái: เฌอปราง IPA: [t͡ɕʰɤː.praːŋ]    | Cherprang Areekul            | tiếng Thái: เฌอปราง อารีย์กุล IPA: [t͡ɕʰɤː.praːŋ ʔaː.riː.kun]                       | 2 tháng 5, 1996              | Songkhla            | Thái Lan · Trung Quốc            | 1           | 30/10/2023                                                             |
| Miori (Former Co-captain of Team BIII)  | tiếng Nhật: 美織                          | Miori Ohkubo                 | tiếng Nhật: 大久保美織                                                          | 30 tháng 9, 1998             | Ibaraki, Nhật Bản   | Nhật Bản                         | 1           | 25/12/2023                                                             |
| Fond                                    | tiếng Thái: ฟ้อนด์ IPA: [fɔ́n]               | Natticha Chantaravareelekha  | tiếng Thái: ณัฐทิชา จันทรวารีเลขา IPA: [nát.tʰí.t͡ɕʰaː t͡ɕan.tʰá.rá.waː.riː.leː.kʰǎː] | 3 tháng 12, 2002             | Prachuap Khiri Khan | Thái Lan · Việt Nam · Trung Quốc | 2           | 30/04/2024 (Toàn bộ thế hệ thứ 2 tốt nghiệp)                           |
| Gygee                                   | tiếng Thái: จีจี้ IPA: [t͡ɕiː.t͡ɕîː]           | Nuttakul Pimtongchaikul      | tiếng Thái: ณัฐกุล พิมพ์ธงชัยกุล IPA: [nát.tʰà.kun pʰim.tʰoŋ.t͡ɕʰaj.kun]               | 4 tháng 10, 2001             | Băng Cốc            | Thái Lan                         | 2           | 30/04/2024 (Toàn bộ thế hệ thứ 2 tốt nghiệp)                           |
| Khamin                                  | tiếng Thái: ขมิ้น IPA: [kʰà.mîn]            | Manipa Roopanya              | tiếng Thái: มณิภา รู้ปัญญา IPA: [má.ní.pʰaː rúː.pan.jaː]                            | 23 tháng 4, 1999             | Khon Kaen           | Thái Lan                         | 2           | 30/04/2024 (Toàn bộ thế hệ thứ 2 tốt nghiệp)                           |
| New                                     | นิว                                        | Chanyapuk Numprasop          | ชัญญาภัค นุ่มประสพ                                                                  | 2 tháng 1 năm 2003 (20 tuổi) | Băng Cốc            | Thái Lan                         | 2           | 30/04/2024 (Toàn bộ thế hệ thứ 2 tốt nghiệp)                           |
| Nine (Former Captain of Team NV)        | tiếng Thái: นาย IPA: [naːj]               | Phattharanarin Mueanrit      | tiếng Thái: ภัทรนรินทร์ เหมือนฤทธิ์ IPA: [pʰát.tʰá.rá.ná.rin mɯ̌an.rít]                | 11 tháng 11, 2000            | Nakhon Sawan        | Thái Lan                         | 2           | 30/04/2024 (Toàn bộ thế hệ thứ 2 tốt nghiệp)                           |
| Pakwan                                  | tiếng Thái: พาขวัญ IPA: [pʰaː.kʰwǎn]       | Pakwan Noijaiboon            | tiếng Thái: พาขวัญ น้อยใจบุญ IPA: [pʰaː.kʰwǎn nɔ́ːj.t͡ɕaj.bun]                       | 18 tháng 2, 2000             | Sakon Nakhon        | Thái Lan                         | 2           | 30/04/2024 (Toàn bộ thế hệ thứ 2 tốt nghiệp)                           |
| Phukkhom                                | tiếng Thái: ผักขม IPA: [pʰàk.kʰǒm]         | Sirikarn Shinnawatsuwan      | tiếng Thái: สิริการย์ ชินวัชร์สุวรรณ IPA: [sì.rì.kaːn t͡ɕʰin.ná.wát.sù.wan]             | 28 tháng 2, 1998             | Samut Prakan        | Thái Lan                         | 2           | 30/04/2024 (Toàn bộ thế hệ thứ 2 tốt nghiệp)                           |
| Ratah                                   | tiếng Thái: รตา IPA: [rá.taː]             | Ratah Chinkrajangkit         | tiếng Thái: รตา ชินกระจ่างกิจ IPA: [rá.taː t͡ɕʰin.krà.t͡ɕàŋ.kìt]                     | 27 tháng 3, 2002             | Chiang Mai          | Thái Lan                         | 2           | 30/04/2024 (Toàn bộ thế hệ thứ 2 tốt nghiệp)                           |
| Stang                                   | tiếng Thái: สตางค์ IPA: [sà.ta:ŋ]          | Tarisa Preechatangkit        | tiếng Thái: ตริษา ปรีชาตั้งกิจ IPA: [tà.rí.sǎː priː.t͡ɕʰaː.tâŋ.kìt]                   | 22 tháng 10, 2003            | Băng Cốc            | Thái Lan                         | 2           | 30/04/2024 (Toàn bộ thế hệ thứ 2 tốt nghiệp)                           |
| Paeyah                                  | tiếng Thái: ปาเอญ่า                        | Nippitcha Pipitdaecha        | tiếng Thái: นิพพิชฌาน์ พิพิธเดชา                                                     | 14 tháng 5, 2005             | Băng Cốc            | Thái Lan                         | 3           | 30/06/2024                                                             |
| Jaokhem                                 | tiếng Thái: เจ้าเข็ม                        | Chanikhan Busadee            | tiếng Thái: ชนิกานต์ บุษดี                                                          | 12 tháng 10, 2003            | Băng Cốc            | Thái Lan                         | 3           | 1/11/2024                                                              |
| Satchan                                 | tiếng Thái: ซัทจัง                          | Sawitchaya Kajonrungsilp     | tiếng Thái: สวิชญา ขจรรุ่งศิลป์ IPA: [sà.wít.t͡ɕʰá.jaː kʰà.t͡ɕɔːn.rûŋ.sǐn]             | 13 tháng 12, 2003            | Băng Cốc            | Thái Lan                         | 1           | 31/12/2024                                                             |

## Unit

### Mimigumo
Năm 2019, nhóm thành lập unit Mimigumo với 3 thành viên: Jaa, Kaimook và Music. Năm 2022, nhóm tan rã sau khi cả 3 thành viên đều tốt nghiệp
| Nghệ danh | Nghệ danh                        | Tên thật                | Tên thật                                                            | Ngày sinh(tuổi)  | Quê quán | Quốc tịch             | Thế hệ | Đội |
| Romanised | Vernacular                       | Romanised               | Vernacular                                                          | Ngày sinh(tuổi)  | Quê quán | Quốc tịch             | Thế hệ | Đội |
| --------- | -------------------------------- | ----------------------- | ------------------------------------------------------------------- | ---------------- | -------- | --------------------- | ------ | --- |
| Jaa       | tiếng Thái: จ๋า IPA: [t͡ɕǎː]       | Napaphat Worraphuttanon | tiếng Thái: ณปภัช วรพฤทธานนท์ IPA: [ná.pà.pʰát wɔː.rá.pʰrɯ́t.tʰaː.non] | 20 tháng 1, 2003 | Băng Cốc | Thái Lan              | 1      | NV  |
| Kaimook   | tiếng Thái: ไข่มุก IPA: [kʰàj.múk] | Warattaya Deesomlert    | tiếng Thái: วรัทยา ดีสมเลิศ IPA: [wá.rát.tʰá.jaː diː.sǒm.lɤ̂ːt]         | 27 tháng 8, 1997 | Băng Cốc | Thái Lan · Trung Quốc | 1      | NV  |
| Music     | tiếng Thái: มิวสิค IPA: [miw.sìk]  | Praewa Suthamphong      | tiếng Thái: แพรวา สุธรรมพงษ์ IPA: [pʰrɛː.waː sù.tʰam.pʰoŋ]            | 24 tháng 2, 2001 | Băng Cốc | Thái Lan · Trung Quốc | 1      | NV  |

### VYRA
Năm 2020,  nhóm thành lập unit LYRA với 6 thành viên: Fond, Jennis, New, Niky, Noey và Pun. Tên fandom của LYRA là PYN(พิณ) tên của chòm sao VYRA trong tiếng Thái. Tiếng "pin" cũng gợi nhắc đến âm thanh nhạc cụ: PYN còn là viết tắt của Play Your Notes. Ngoài ra PYN có chữ N, giống như việc tên của các thành viên đều có chữ N.
Ngày 11 tháng 2 năm 2021, thành viên Noey quyết định rời unit LYRA để tập trung hoạt động cho BNK48.
Ngày 12 tháng 3 năm 2021, LYRA đổi tên thành VYRA
Vào ngày 27 tháng 9 năm 2022, đổi tên thành QRRA.
| Nghệ danh           | Nghệ danh                          | Tên thật                     | Tên thật                                                                        | Ngày sinh(tuổi)  | Quê quán            | Quốc tịch                        | Thế hệ | Đội  | Ghi chú                           |
| Romanised           | Vernacular                         | Romanised                    | Vernacular                                                                      | Ngày sinh(tuổi)  | Quê quán            | Quốc tịch                        | Thế hệ | Đội  | Ghi chú                           |
| ------------------- | ---------------------------------- | ---------------------------- | ------------------------------------------------------------------------------- | ---------------- | ------------------- | -------------------------------- | ------ | ---- | --------------------------------- |
| Thành viên hiện tại |                                    |                              |                                                                                 |                  |                     |                                  |        |      |                                   |
| Fond                | tiếng Thái: ฟ้อนด์ IPA: [fɔ́n]        | Natticha Chantaravareelekha  | tiếng Thái: ณัฐทิชา จันทรวารีเลขา IPA: [nát.tʰí.t͡ɕʰaː t͡ɕan.tʰá.rá.waː.riː.leː.kʰǎː] | 3 tháng 12, 2002 | Prachuap Khiri Khan | Thái Lan · Việt Nam · Trung Quốc | 2      | NV   |                                   |
| New                 | tiếng Thái: นิว IPA: [niw]          | Chanyapuk Numprasop          | tiếng Thái: ชัญญาภัค นุ่มประสพ IPA: [t͡ɕʰan.jaː.pʰák nûm.prà.sòp]                    | 2 tháng 1, 2003  | Băng Cốc            | Thái Lan                         | 2      | NV   |                                   |
| Niky                | tiếng Thái: นิกี้ IPA: [ní.kîː]       | Warinrat Yolprasong          | tiếng Thái: วรินท์รัตน์ ยลประสงค์ IPA: [wá.rin.rát jon.prà.sǒŋ]                      | 26 tháng 1, 2005 | Chiang Mai          | Thái Lan · Hà Lan                | 2      | NV   |                                   |
| Popper              | tiếng Thái: ป๊อปเป้อ IPA: [pɑpˌpɜr]  | Pinyada Jungkanjana          | tiếng Thái: พิณญาดา จึงกาญจนา                                                     | 13 tháng 9, 1998 | Ubon Ratchathani    | Thái Lan                         |        | NV   | Vice - Shihainin                  |
| Paeyah              | tiếng Thái: ปาเอญ่า                 | Nippitcha Pipitdaecha        | tiếng Thái: นิพพิชฌาน์ พิพิธเดชา                                                     | 14 tháng 5, 2005 | Băng Cốc            | Thái Lan                         |        | NV   |                                   |
| Cựu thành viên      |                                    |                              |                                                                                 |                  |                     |                                  |        |      |                                   |
| Noey                | tiếng Thái: เนย IPA: [nɤːj]        | Kanteera Wadcharathadsanakul | tiếng Thái: กานต์ธีรา วัชรทัศนกุล IPA: [kaːn.tʰiː.raː wát.t͡ɕʰá.rá.tʰát.sà.ná.kun]    | 9 tháng 4, 1997  | Samut Prakan        | Thái Lan                         | 1      | BIII | Rời nhóm ngày 11 tháng 2 năm 2021 |
| Jennis              | tiếng Thái: เจนนิษฐ์ IPA: [t͡ɕen.nít] | Jennis Oprasert              | tiếng Thái: เจนนิษฐ์ โอ่ประเสริฐ IPA: [t͡ɕen.nít ʔòː.prà.sɤ̀ːt]                       | 4 tháng 7, 2000  | Phetchaburi         |                                  | 1      | BIII | Tốt nghiệp ngày 21/12/2021        |
| Pun                 | tiếng Thái: ปัญ IPA: [pan]          | tiếng Thái: ปัญ IPA: [pan]    | tiếng Thái: ปัญสิกรณ์ ติยะกร IPA: [pan.sì.kɔːn tì.já.kɔːn]                          | 9 tháng 11, 2000 | Băng Cốc            |                                  |        | BIII | Tốt nghiệp ngày 21/12/2021        |

## Thông tin
Vào giữa năm 2017, nhóm đã tổ chức roadshow mỗi cuối tuần tại trung tâm mua sắm The Mall Group.
Để hỗ trợ cho đĩa đơn đầu tay, nhóm đã tổ chức sự kiện bắt tay đầu tiên tại Bangkok vào ngày 27 tháng 8 năm 2017. Sự kiện thu hút gần 4.000 người hâm mộ. Sự kiện bắt tay thứ hai diễn ra vào ngày 18 tháng 11 năm 2017 tại Bangkok và thu hút gần 5.000 người hâm mộ.
Ngoài ra, nhóm đã ra mắt các chương trình truyền hình của riêng mình, chẳng hạn như BNK48 Senpai một bộ phim tài liệu dài 13 tập được phát sóng vào thứ ba, thứ tư và thứ năm, từ ngày 1 tháng 3 năm 2017 và BNK48 Show chương trình tạp kỹ dài 26 tập được phát sóng Chủ nhật hàng tuần từ ngày 9 tháng 7 năm 2017, cả hai được phát bởi Channel 3.

## Dòng thời gian
Ngày 21/12/2022, toàn bộ thành viên Thế hệ 1 của BNK48 chính thức tốt nghiệp, trừ Cherprang, Miori và Satchan